# Février 1810

## Événements

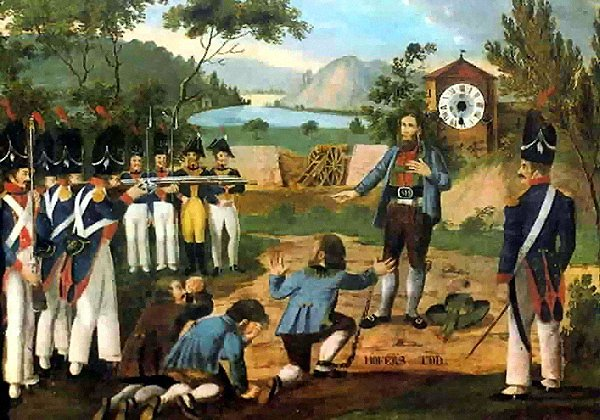
20 février : exécution d'Andreas Hofer.

- Arrivée du Britannique Malcolm à Bouchehr pour une troisième mission auprès du shah de Perse à Téhéran ; il est accompagné de militaires[1].
- Murat charge Manhès de pacifier les Abruzzes et la Calabre[2] où règne des révoltes paysannes endémiques entretenues depuis 1806 par les Bourbon de Naples, réfugiés en Sicile sous la protection de la flotte britannique[3].

- 5 février :
  - les troupes françaises assiègent en vain la garnison anglo-espagnole de Cadix (fin le 25 août 1812)[4].
  - France : la censure et les prisons d'État sont rétablies.

- 6 février : échec du projet de mariage de Napoléon avec la grande-duchesse Anne[5]. Dégradation des relations franco-russes.

- 8 février : la Catalogne devient un gouvernement militaire indépendant par décret impérial[6].

- 12 - 22 février, France : publication du Code pénal:
  - réapparition des délits de vagabondage et de mendicité, renforcement de l’autorité maritale (peine de prison pour l’adultère féminin, peine d’amende pour l’adultère masculin), la liberté d’association est subordonnée à l’autorisation du gouvernement, la coalition ouvrière devient un délit. Confirmation de la décriminalisation de l'homosexualité du Code pénal de 1791.

- 17 février : les États des Rome sont réunis par sénatus-consulte organique à l’Empire français[7].

- 19 février, Brésil : traité de paix et traité de commerce négociés par le comte de Linhares avec le Royaume-Uni, qui obtient des tarifs préférentiels[8]. Le Brésil devient économiquement dépendant du Royaume-Uni.
  - La traite négrière est autorisée à Ouidah (Dahomey)[9].

- 19 février - 26 août : les Britanniques occupent les Moluques (Ambon le 19 février, Makassar en juin, Ternate le 26 août)[10]. Gilbert Elliot entre en relation avec les princes indigènes, joue au libérateur et provoque des révoltes, particulièrement dans le sultanat de Banten.

- 20 février :
  - Andreas Hofer, chef de la révolte tyrolienne est jugé et fusillé par un conseil de guerre français à Mantoue[11].
  - Victoire française à la bataille de Vich[12].

## Naissances
- 2 février :
  - Johann Georg Gmelin, peintre allemand.
  - Léon Feugère, professeur et critique littéraire français
  - Christian Edward Detmold (en), ingénieur américain d'origine allemande
- 6 février : Armand de Quatrefages (mort en 1892), biologiste, zoologiste et anthropologue français.
- 8 février : Alphonse-Louis Constant, dit Éliphas Lévi, occultiste français.

## Décès
- 1 février : Jean-Baptiste Komarzewski, minéralogiste polonais (° 1744).
- 7 février : Martin Odlanicki Poczobutt (né en 1728), jésuite, professeur d'astronomie et mathématicien polono-lituanien.
- 9 février : Richard Chandler (né en 1738), helléniste et archéologue britannique.